# Question...?
"Question...?" é uma canção da cantora e compositora norte-americana Taylor Swift, extraída de seu décimo álbum de estúdio, Midnights (2022). Swift escreveu e produziu a música com Jack Antonoff. Uma faixa synth-pop, "Question...?" tem letras em que um narrador reflete sobre um relacionamento rompido e confronta o ex-amante com uma série de perguntas retóricas, contendo um sample do single "Out of the Woods" (2014) de Swift.
Nas avaliações de Midnights, alguns críticos escolheram "Question...?" como destaque do álbum, elogiando os detalhes líricos e a produção. A canção alcançou a posição sete na Billboard Hot 100 dos Estados Unidos, número 11 na tabela Global 200 e o top 10 primeiras no Canadá, Filipinas e Cingapura.

## Antecedentes e lançamento
Em 28 de agosto de 2022, durante seu discurso de aceitação do Vídeo do Ano para All Too Well: The Short Film no MTV Video Music Awards de 2022, Swift anunciou seu décimo álbum de estúdio e sua data de lançamento para 21 de outubro. Logo depois, Swift revelou o nome do álbum, Midnights, e a capa do álbum nas redes sociais, mas a lista de faixas não foi revelada imediatamente. Jack Antonoff, músico que trabalha com Swift desde 1989 (2014), foi revelado como um dos produtores do álbum por meio de um vídeo que ela postou em sua conta do Instagram em 6 de setembro de 2022, intitulado "The making of Midnights". Em 21 de setembro, cerca de um mês antes do lançamento do álbum, Swift anunciou uma série de treze episódios chamada Midnights Mayhem with Me que foi lançada na plataforma de mídia social TikTok, e em cada episódio o nome de uma faixa do álbum foi revelado. O título de "Question...?", faixa número sete, foi revelado no terceiro episódio em 26 de setembro. A faixa foi lançada exclusivamente no site oficial de Swift para uma oferta de download por tempo limitado em 25 de outubro de 2022. A versão instrumental foi lançada dois dias depois.

## Música e letra
"Question...?" é uma música synth-pop com batidas de percussão afiadas. Na letra, o narrador fala sobre um relacionamento rompido e como as coisas poderiam ter sido diferentes. No refrão, ela quer confrontar o ex-amante com uma série de perguntas, para as quais as respostas ela já sabia. Alejandra Gularte da Vulture descreveu a música como adequada para uma "pessoa apegada ansiosa que fica um pouco confortável com seu parceiro".
O início da faixa contém um sample do single "Out of the Woods" (2016) de Swift, do álbum 1989 (2014). Em um ponto, a produção incorpora sons de torcida, que são creditados a Antonoff, a irmã de Antonoff, Rachel, o irmão de Swift, Austin, e Dylan O'Brien. A Teen Vogue identificou prováveis referências líricas às canções anteriores de Swift, como "Dress" (de Reputation de 2017) e várias menções de encontros noturnos com um interesse amoroso em muitas faixas de 1989, incluindo "Style", "All You Had to Do Was Stay" e "How You Get the Girl". A crítica da NPR, Ann Powers, citou a letra: "Alguém já te beijou em uma sala lotada / E cada um de seus amigos estava tirando sarro de você / Mas 15 segundos depois eles estavam batendo palmas também?", como destaque retratando "uma cena de persuasão romântica e traição". Para Powers, a referida letra encapsula os sentimentos e a ansiedade das mulheres em relação a como elas podem se preocupar com o amor incerto, a pressão social e os desejos dos outros por elas.

## Tabelas musicais
| Tabela musical (2022–2023)                | Melhor posição |
| ----------------------------------------- | -------------- |
| Austrália (ARIA)                          | 11             |
| Canadá (Canadian Hot 100)                 | 10             |
| República Checa (Singles Digitál Top 100) | 40             |
| França (SNEP)                             | 139            |
| Mundo (Billboard Global 200)              | 11             |
| Grécia (IFPI)                             | 17             |
| Islândia (Plötutíðindi)                   | 20             |
| Lituânia (AGATA)                          | 36             |
| Malásia (Billboard)                       | 14             |
| Malásia - International (RIM)             | 8              |
| Filipinas (Billboard)                     | 7              |
| Portugal (AFP)                            | 21             |
| Singapura (RIAS)                          | 7              |
| Eslováquia (Singles Digitál Top 100)      | 46             |
| Espanha (PROMUSICAE)                      | 62             |
| Suécia (Sverigetopplistan)                | 42             |
| Suíça - Streaming (Schweizer Hitparade)   | 44             |
| Reino Unido (Singles Downloads Chart)     | 96             |
| Estados Unidos (Billboard Hot 100)        | 7              |
| Vietnã (Vietnam Hot 100)                  | 15             |

## Certificações
| Região                                                       | Certificação | Unidades/vendas |
| ------------------------------------------------------------ | ------------ | --------------- |
| Canadá (Music Canada)                                        | Ouro         | 40.000‡         |
| ‡vendas+valores de streaming baseados apenas na certificação |              |                 |